# Valerian (Schiff)
Die HMS Valerian war eine Sloop der britischen Marine, die während des Ersten Weltkrieges in Dienst genommen wurde und 1926 in einem Hurrikan sank. Das Schiff gehörte der Arabis-Klasse, einer Untergruppe der zu jener Zeit in großem Umfang gebauten Flower-Klasse, an und wurde als 33. Einheit dieses Typs in Dienst gestellt. Die Kiellegung fand am 1. Juli 1915 auf der Werft von J. P. Rennoldson & Sons Ltd. im englischen South Shields statt. Die Valerian, benannt nach der Pflanzengattung der Baldriane (Valeriana), wurde am 4. Mai 1916 in Dienst gestellt.

## Technische Details
Die Valerian war maximal 81,71 m lang und 10,21 m breit. Zwei kohlenbefeuerte Dampflokomotivkessel und eine vertikal eingebaute Dreifach-Expansionsmaschine, die eine Welle ansteuerte und 2.100 PSi leistete, ermöglichten der Sloop eine Höchstgeschwindigkeit von 16,25 kn (rund 30 km/h). Die Seeausdauer betrug, mit einer maximalen Kohlenbeladung von 130 Tonnen an Bord, etwa 2.000 Seemeilen (bei höchstens 15 kn Marschfahrt). Voll beladen lag der Tiefgang bei 3,64 m.
Entsprechend dem Einsatzspektrum, wobei die Schiffe der Arabis-Klasse sowohl Sicherungs-, U-Jagd- und Geleitaufgaben als auch Minensuchoperationen durchführen sollten, erhielt die Valerian, neben der aus zwei 12-cm-Geschützen und zwei 4,7-cm-Vickers-Kanonen bestehenden Artilleriebewaffnung, zwei Wasserbombenwerfer (mit 16 Wasserbomben) und ein Minenräumgeschirr. Die Besatzung bestand aus 109 Mann (1926).

## Dienstzeit
Nach der Indienstnahme absolvierte die Valerian vor der britischen Ostküste Sicherungsaufgaben, wobei das Schiff 1917/18 vor allem zur Überwachung von Küstenkonvoirouten und der Minensperren der North Sea Mine Barrage herangezogen wurde. Die Sloop wurde dabei nicht in Kampfhandlungen verwickelt, auch wenn zeitweilig vermutet worden war, dass das Schiff im Juli 1917 in der nördlichen Nordsee das deutsche U-Boot U 99 versenkt haben könnte. Dieses U-Boot war jedoch von dem britischen U-Boot J2 versenkt worden.
Die Valerian überstand den Ersten Weltkrieg unbeschadet und verlegte 1919 als Stationsschiff nach der Royal Naval Dockyard (königlichen Marinewerft) in der Imperial fortress (kaiserlichen Festung) Bermudas. Dort verblieb das Schiff bis zu seinem Verlust und absolvierte in den nachfolgenden Jahren Wach-, Versorgungs- und Hilfsdienste zwischen den Bermudas, den Britischen Jungferninseln und den Bahamas.

## Untergang
In der Nacht des 21./22. Oktober 1926 befand sich die Valerian auf dem Rückweg von Nassau auf New Providence, wohin das Schiff Hilfsgüter gebracht hatte, nach Grand Bermuda. Am Tag zuvor hatte der sogenannte Havanna-Hurrikan auf den Bahamas und auf Kuba schwere Schäden verursacht. Obgleich es Hinweise US-amerikanischer Wetterwarten gab, dass der Sturm seinen Weg geändert hatte und wieder auf den Atlantik hinauszog (und damit auf die Route des Schiffes treffen könnte), trat die Valerian dennoch die Heimreise an, auch vor dem Hintergrund, dass die Bermudas in den vorangegangenen 100 Jahren nicht von einem starken Hurrikan getroffen worden waren.
In den frühen Morgenstunden des 22. Oktober traf der Hurrikan indessen schneller und stärker als befürchtet auf die Bermudas. Um 8.30 Uhr meldete die Valerian, dass man von der Kommandobrücke aus das Gibbs Hill Lighthouse auf Grand Bermuda erkennen könne, aber wegen des starken Sturms nicht in den Hafen einzulaufen vermag. Mehrere Stunden lang kämpfte die Besatzung der Sloop gegen das Wetter an, wobei die Windgeschwindigkeit bei rund 90 kn (etwa 167 km/h) lag. Etwa gegen 13.00 Uhr wurden Spitzenböen von 138 kn (rund 256 km/h) auf Grand Bermuda gemessen, danach versagte das genutzte Anemometer. Beinahe zur gleichen Zeit kenterte die Valerian und schwamm noch mehrere Minuten lang kieloben, ehe sie versank. Der Untergangsort liegt etwa sechs Seemeilen südlich des Gibbs Hill Lighthouse.

## Opfer und Folgen
Insgesamt 88 Besatzungsangehörige (vier Offiziere und 84 Mannschaftsdienstgrade) der Valerian kamen beim Untergang ums Leben. Überlebende berichteten später zudem, dass am Morgen nach dem Sinken zwei der im Wasser treibenden Schiffbrüchigen von Haien getötet wurden. Letztlich 21 Überlebende (oder 29?) wurden am 23. Oktober, etwa gegen 10.00 Uhr, von dem zur Suche ausgesandten britischen Leichten Kreuzer Capetown aufgenommen. Unter den Geretteten, die sich die Nacht über an zwei Rettungsflößen festgehalten hatten, befand sich auch der Kommandant der Valerian, Commander W. A. Usher. Ein Untersuchungsausschuss der Royal Navy stellte später fest, dass die Besatzung keine Schuld am Verlust des Schiffes trifft. Auf Grand Bermuda selbst wurden durch den Sturm fast 40 Prozent aller Gebäude zerstört oder beschädigt.